# کوکولیتوفور

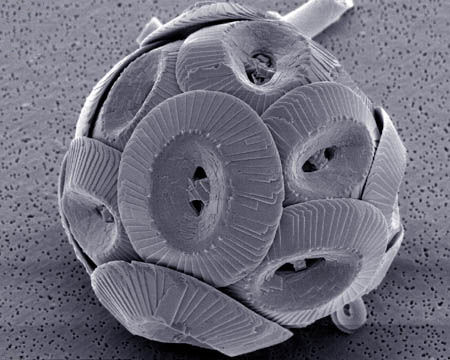
کوکولیتوس پلاگیکوس.

کوکولیتوفور (Coccolithophores) یا توت‌سنگ‌داران فیتوپلانکتون‌های یوکاریوتی تک‌سلولی (جلبک‌ها) هستند که به شاخه بندگیاهان Haptophyta تعلق دارند.
کوکولیتوفورها دارای توانایی تولید صفحات کلسیت خارجی به نام کوکولیت (توت‌سنگ) هستند که سطحشان را می‌پوشاند.
جلبک‌های کوکولیتوفوری فراوانترین نمونه‌ها از بندگیاهان هستند که می‌توانند هم به صورت متحرک یا غیر متحرک باشند.
واژه کوکولیت از دو بخش کوکوس (میوه‌های توت‌فرنگی‌مانند) و لیتوس (سنگ) تشکیل شده و به معنی توت‌سنگ است. و کوکولیتوفور یعنی حامل و دارنده توت‌سنگ.